# Chiesa di San Giovanni Battista (San Giovanni di Duino)
La chiesa di San Giovanni Battista si trova a San Giovanni di Duino, in provincia di Trieste ed arcidiocesi di Gorizia.

## Storia e descrizione
La chiesa venne costruita nel 1932 su progetto di Angiolo Mazzoni.
In una nicchia della facciata della chiesa è posta una statua di San Giovanni Battista. All'interno dell'edificio si trovano decorazioni in monocromo con raffigurati il Gesù benedicente, il Battesimo di Cristo e la Crocifissione, opere di Augusto Cernigoi. 
Altre opere appartenenti alla chiesa sono delle statue che hanno come soggetto la Pietà e la Madonna con Bambino.

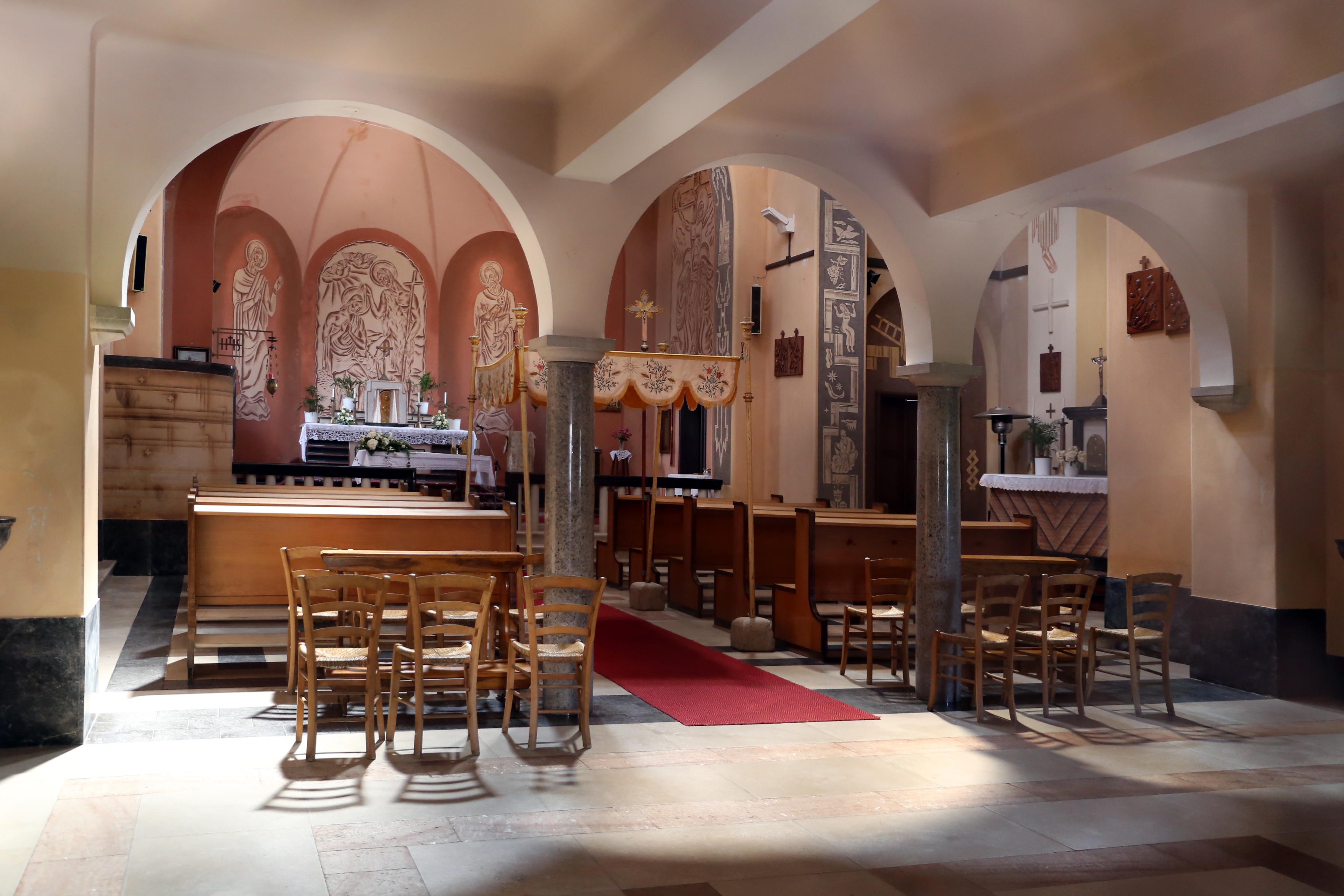
L'interno della chiesa
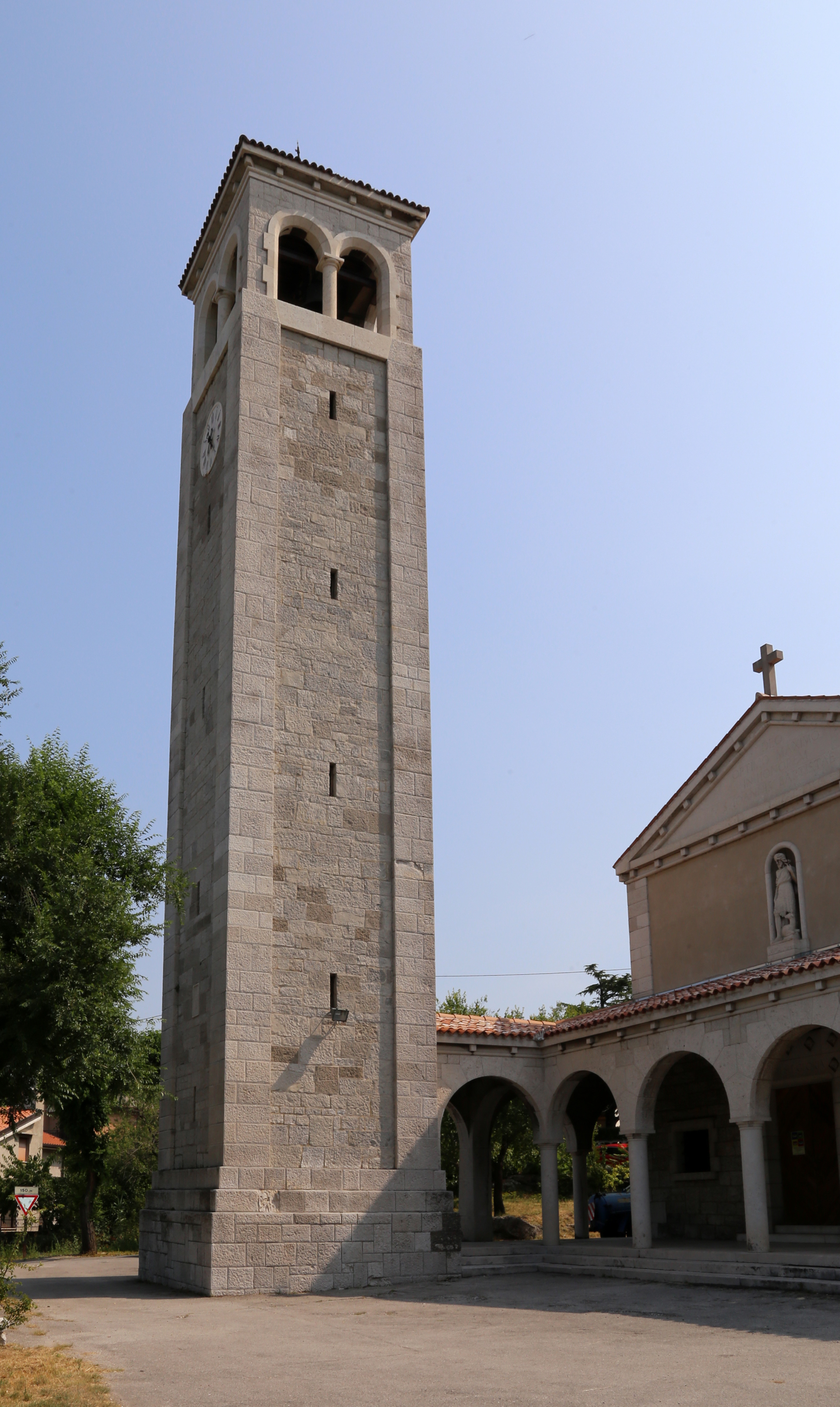
Il campanile